# Liya Silver
Pour les articles homonymes, voir Silver.
Liya Silver, de son nom patronymique Kristina Chtcherbinina (russe : Кристина Щербинина), est une actrice en films pornographiques et un mannequin érotique russe. Elle remporte des AVN Awards et XBIZ Europe Awards. Elle a tourné plus de 70 films en tant qu'actrice.

## Biographie
Kristina Chtcherbinina est née au Kirghizistan, le 25 février 1999 où elle vivra auprès de sa mère. Dès l'âge de 14 ans, au cours de ses études, elle pose comme mannequin érotique. Une fois obtenu son diplôme de fin d'études secondaires, elle rejoint son père à Saint-Pétersbourg où on perd sa trace. Au-delà de sa date et de son nom de naissance, peu de données sont connues sur l'actrice avant 2017.
Kristina commence sa carrière d'actrice pornographique en mai 2018, à l'âge de 19 ans. Elle travaille pour des studios européens et américains tels que Babes, Tushy, Blacked, Vixen, DDF Network, Reality Kings, VR Bangers, Blackedraw, Tushyraw, Video Marc Dorcel, Porndoe, Jules Jordan Video, LetsDoeIt, 18vr, Pornworld, Mofos, Pulse Distribution, 21sextury Network, Marc Dorcel Fantasies, Vrbangers, Privates, Dorcel Club, entre autres. Elle tourne avec les grands noms du cinéma pornographique : Choky Ice, Christian Clay, Jason Luv, Joss Lescaf, Lutro et Mick Blue ainsi qu'avec Emily Willis, une amie dont elle est proche, Izzy Lush, Paige Owens, Kaisa Nord pour les scènes lesbiennes.
En 2018, Liya Silver enregistre sa première scène de sodomie pour Tushy dans First Anal 7 aux côtés d'Emily Willis, Izzy Lush et Paige Owens. Ce film lui vaut une renommée internationale et lui fait obtenir sa première couverture. En septembre 2019, elle remporte deux statuettes (double victoire) aux XBIZ Europe Awards dans les catégories Best New Star (meilleure nouvelle étoile) et Best Glamcore Sex Scene (meilleure scène de sexe glamour), aux côtés d'Alberto Blanco et Jia Lissa, pour le film Club VXN Vacation.
En 2020, elle est reconnue par la profession en étant nommée aux AVN Awards dans quatre catégories et remporte deux prix dont celui de nouvelle artiste étrangère émergente de l'année. Elle est récompensée pour diverses productions européennes telle que celle de la meilleure scène de sodomie dans la production étrangère de Joy Ride ou encore celle de la meilleure scène de sexe garçon / fille dans la production étrangère parue sous le titre de Liya 4 You (prix remporté) et celui de la meilleure scène de sexe lesbien en groupe dans la production étrangère Girl Crush.
Liya Silver se retire des tournages depuis 2023 pour passer plus de temps avec sa famille.

## Prix et nominations
| Année | Cérémonie          | Résultat             | Award                                                                        | Travail           |
| ----- | ------------------ | -------------------- | ---------------------------------------------------------------------------- | ----------------- |
| 2019  | XBIZ Europe Awards | Victoire / Gagnante  | Meilleure nouvelle étoile                                                    | -                 |
| 2019  | XBIZ Europe Awards | Victoire / Gagnante  | Meilleure scène de sexe glamour                                              | Club VXN Vacation |
| 2020  | AVN Awards         | Victoire / Gagnante  | Artiste étranger émergent de l'année (es)                                    | -                 |
| 2020  | AVN Awards         | Candidature / Nommée | Meilleure scène de sexe anal en production étrangère (es)                    | Joy Ride          |
| 2020  | AVN Awards         | Victoire / Gagnante  | Meilleure scène de sexe garçon / fille dans la production étrangère (es)     | Liya 4 You        |
| 2020  | AVN Awards         | Candidature / Nommée | Meilleure scène de sexe lesbien de groupe dans une production étrangère (es) | Girl Crush        |